# Diana Krall
Diana Jean Krall (Nanaimo, 16 de noviembre de 1964) es una pianista, compositora, cantante y productora canadiense de jazz. Hasta la fecha, ha ganado dos Premios Grammy y diez Premios Juno, nueve discos de oro, tres de platino y siete multiplatino. Es la única cantante de jazz con ocho álbumes que debutaron en el top de los álbumes de jazz de Billboard.
Ha vendido más de 6 millones de discos en los Estados Unidos y más de 15 millones en todo el mundo. En total, vendió más discos que cualquier otra artista de jazz durante las décadas de 1990 y 2000. Alcanzó fama mundial en el año 2004 y el 11 de diciembre de 2009, la revista Billboard la nombró la artista de jazz de la década 2000-2009. 

## Biografía
Diana Krall nació en el seno de una familia de músicos en Nanaimo, una pequeña localidad de pescadores de la Isla de Vancouver en la Columbia Británica de Canadá. Se crio con su hermana Michelle en un ambiente musical: su abuela era cantante de jazz y sus padres, Adella y Jim, tocaban el piano. Las decenas de discos de Fats Waller que coleccionaba su padre y que ella intentaba reproducir nota por nota desde los cuatro años, cuando comenzó a tomar clases de piano, fueron su primera influencia musical consciente. Muy joven se trasladó con su familia a la ciudad de Vancouver y allí se unió a la banda de jazz de su escuela superior. A los quince años ya tocaba regularmente en varios restaurantes de Vancouver. A esa edad, aunque se sentía muy cómoda como instrumentista, empezó a atraerle cada vez más el papel de cantante-pianista, como lo eran Roberta Flack o Nina Simone, sus artistas admiradas de aquel entonces. 
A los diecisiete años, en 1981, ganó una beca del Festival Internacional de Jazz de Vancouver para estudiar en la prestigiosa Berklee College of Music en Boston donde estudió y residió durante tres años, tras lo cual regresó a su pueblo natal.
En Nanaimo, durante una de sus presentaciones nocturnas en un pequeño local, llamó la atención de un afamado contrabajista llamado Ray Brown (exmarido de Ella Fitzgerald) que, impresionado por su talento, se presentó en su camerino y le propuso ser su mentor y mánager. Ella aceptó la propuesta, iniciándose así una relación profesional que duraría hasta julio de 2004, con el fallecimiento de Brown. Este último la había persuadido para que se mudara a Los Ángeles donde, gracias a una beca del gobierno canadiense, prosiguió sus estudios bajo la tutela del pianista Jimmy Rowles, director de la legendaria sala de conciertos Hollywood Bowl. Allí conoció a notables profesores y productores y comenzó también a cantar. En 1990, tras residir una temporada en Toronto, se mudó nuevamente, esta vez a Nueva York, donde formó su propio trío y publicó su primer álbum, Stepping Out, con el pequeño sello discográfico Justin Time. En 1994 salió su álbum Only Trust Your Heart con la producción de Tommy LiPuma. En 1996 emprendió su primera gira internacional por Estados Unidos, Canadá, Europa y Japón, y presentó su trabajo All for You: A Dedication to the Nat King Cole Trio, en homenaje a Nat King Cole. Su siguiente trabajo, el álbum Love Scenes de 1997 la situó definitivamente entre las grandes figuras de jazz de todos los tiempos. En 1999 obtuvo su primer disco de platino por las ventas millonarias de su álbum When I Look in Your Eyes y su primer premio Grammy.
La música de Diana Krall comenzó también a sonar en series de televisión como Sex and the City y películas como The Score y Otoño en Nueva York. En el año 2000 recibió la Orden de la Columbia Británica como embajadora de esta provincia y de la cultura canadiense en todo el mundo. En 2001 publicó su álbum The Look of Love, en homenaje a Frank Sinatra y con el acompañamiento de la Orquesta Sinfónica de Londres bajo la dirección del veterano músico y arreglista Claus Ogerman, uno de sus favoritos. Este álbum fue un éxito y obtuvo dos premios Grammy. En el 2002 publicó su primer álbum en vivo, Live in Paris, grabado durante una serie de recitales en el Olympia de París. En mayo de ese año, cuando se encontraba en lo más alto de su carrera artística, recibe el golpe más duro de su vida: la muerte de su madre Adelle, víctima de un cáncer. Esta tragedia familiar dio origen a las sensibles composiciones del álbum The Girl in the Other Room de 2004 y convirtió a Diana Krall en una activa y reconocida luchadora contra el cáncer. Las letras de seis melodías de ese álbum fueron escritas con la colaboración del músico británico Elvis Costello, al que conoció en 2002 durante la entrega de los premios Grammy. Esta relación, inicialmente profesional y luego sentimental, fue esencial en el cambio de rumbo de la artista, quien nunca antes había presentado composiciones propias. 
Diana Krall y Elvis Costello se casaron en diciembre de 2003. El 6 de diciembre de 2006 en Nueva York tuvieron sus primeros hijos, los gemelos Dexter Henry Lorcan y Frank Harlan James. Con ellos viaja en todas sus giras y son su preocupación más importante, más allá de los reconocimientos a su carrera, como los premios Grammy. Al respecto, afirmó en una entrevista reciente: "...no trabajo en función del Grammy, sé que mucha gente sí lo hace, pero yo me la paso pensando es si en el hotel en el que me quedo esta noche hay piscina para los niños: ésa es la principal actividad en mi agenda". Respecto a la relación con su esposo comenta en la misma entrevista, concedida a Carlos Solano del diario El Tiempo de Bogotá : "...él no ejerce influencia alguna sobre mi música, pero sí me inspira constantemente. Los dos somos adictos a lo que hacemos, así que no nos podemos ver mucho. Él también está de gira y yo ando en lo mío, así que hemos decidido ir cada uno por lo suyo, tratando de disfrutar al máximo cada minuto".

## Discografía
Álbumes de estudio
- 1989 (2002) - Heartdrops - (TCB, unauthorized) w/ Vince Benedetti
- 1993 - Stepping Out - (Justin Time Records)
- 1994 - Only Trust Your Heart - (GRP Records)
- 1996 - All for You: A Dedication to the Nat King Cole Trio - (Impulse! Records)
- 1997 - Love Scenes - (Impulse! Records)
- 1999 - When I Look in Your Eyes - (Verve Records)
- 2001 - The Look of Love - (Verve Records)
- 2002 - Live in Paris - (Verve Records)
- 2004 - The Girl in the Other Room - (Verve Records)
- 2005 - Christmas Songs - (Verve Records)
- 2006 - From This Moment On - (Verve Records)
- 2007 - The Very Best of Diana Krall - (Verve Records) - Recopilatorio
- 2008 - "Doing All Right" Jazzaldia Festival (Inmortal)
- 2009 - Quiet Nights - (Verve Records)
- 2012 - Glad Rag Doll - (Verve Records)
- 2014 - Wallflower - Verve Records
- 2017 - Turn Up the Quiet - Verve Records
- 2018 - Love is Here to Stay con Tony Bennett - (Verve Records/Columbia Records)
- 2020 - This Dream of You - Verve Records

## Álbumes en vivo
- 2002 - Live in Paris - (Verve Records)
- 2004 - Live at the Montreal Jazz Festival - (Verve Records)
- 2009 - Live in Rio - (Eagle Eye Productions)

## Filmografía
| Año       | Título                                           | Papel interpretado     | Notas |
| --------- | ------------------------------------------------ | ---------------------- | --- |
| 1999      | At First Sight                                   | Cantante               | Canta "Mack The Knife"                                                                                      |
| 1997–1998 | Melrose Place                                    | Ella misma             | "A Shot in the Dark" (Temporada 6, Episodio 8, sin créditos) "Ball N' Jane" (Temporada 7, Episodio 4)       |
| 2001      | Jazz Seen: The Life and Times of William Claxton | Ella misma.            | Documental                                                                                                  |
| 2003      | Anything Else                                    | Ella misma             | Canta "It Could Happen to You"                                                                              |
| 2003      | De-Lovely                                        | Intérprete musical.    | Canta "Just One of Those Things"                                                                            |
| 2005      | Mississippi Rising                               | Ella misma             | Documental de TV                                                                                            |
| 2008–2009 | Spectacle: Elvis Costello with...                | Ella misma             | "Tony Bennett" (Temporada 1, Episodio 5) "Diana Krall Interviewed by Elton John" (Temporada 1, Episodio 12) |
| 2009      | Public Enemies                                   | Cantante               | Canta "Bye Bye Blackbird"                                                                                   |
| 2017-2019 | Pete the Cat                                     | Mamá de Pete Mom (voz) | Solamente en Temporada 1 (reemplazada por KT Tunstall)                                                      |

## Honores

### Honores canadienses

#### Honores nacionales
- Officer of the Order of Canada – 2005[8]

#### Honores provinciales y territoriales
- Miembro de la Orden de Columbia Británica – 2000[9]

### Doctorados honorarios
- Honorary Ph.D. (Fine Arts) from the University of Victoria.[10]

### Otros premios y reconocimientos
- Inducción al Canada's Walk of Fame  (Paseo de la Fama de Canadá) – 2004[11]
- Nanaimo Harbourfront Plaza fue renombrada como Diana Krall Plaza.[12] – 2008
- Miembro honorario del Consejo de Administración de la Multiple Myeloma Research Foundation[13]
- Steinway & Sons Artist, actuando exclusivamente con pianos Steinway en sesiones de grabación, conciertos y apariciones públicas.